# Руді Еванс
Руді Еванс (фр. Rhudy Evens, нар. 13 лютого 1988) — гвіанський футболіст, півзахисник клубу «Ле Гельдар» та національної збірної Французької Гвіани.

## Клубна кар'єра
У дорослому футболі дебютував 2006 року виступами за команду клубу «Ле Гельдар», в якій провів шість сезонів, вигравши за цей час три чемпіонати Французької Гвіани і два кубки.
У сезоні 2012/13 виступав за «Сент-Джорджес», після чого перебрався до Гваделупи, де грав за «Ле-Гозьє», у складі якого провів наступний рік своєї кар'єри гравця.
2014 року Еванс повернувся в «Ле Гельдар».

## Виступи за збірну
6 вересня 2008 року дебютував в офіційних матчах у складі національної збірної Французької Гвіани в товариській грі проти збірної Мартиніки (1:2).
У складі збірної був учасником розіграшу Золотого кубка КОНКАКАФ 2017 року у США, зігравши у всіх трьох матчах на турнірі.